# SKnyt
SKnyt var et fagblad, der primært handlede om faglige emner indenfor det danske forsvar generelt og om søværnet specielt. SKnyt blev udgivet af Søværnets Konstabelforening og fungerede som medlemsblad for forbundets medlemmer, der var hele gruppen af manuelle i søværnet, også kaldet konstabelgruppen. Bladet blev etableret i 1997, umiddelbart efter starten på Søværnets Konstabelforening, og sidste nummer af SKnyt udkom i december 2012.
SKnyts redaktionelle målsætning var
SKnyt er et element i Søværnets Konstabelforenings kommunikationspolitik, der skal medvirke til sikring af information og debat om arbejdspladsrelaterede spørgsmål såvel som øvrige samfundsrelevante spørgsmål. Den primære målgruppe er foreningens medlemmer.
SKnyt udkom seks gange årligt i et oplag på 1.200 eksemplarer. Bladet var indtil 2011 med i Danske Specialmedier.

## Ansvarshavende redaktører
Bladets ansvarshavende redaktør har altid været forbundsformanden for Søværnets Konstabelforening:
- 1997 – 2007: Vagn Munkholm Christensen
- 2007 – 2011: Bjarne Krogh-Pedersen
- 2011 – 2012: Ib H. Skoubo

## Web-udgave
Bladet kunne tillige læses på www.co-sea.dk, under Søværnets Konstabelforenings faneblad. CO-sea.dk er hjemmeside for Centralorganisationen Søfart, som Søværnets Konstabelforening var medlem af og havde fælles kontoradresse med.